# El ciclo del hombre lobo
El ciclo del hombre lobo es una novela de terror publicada en 1983 por el escritor Stephen King, en la que además se presentaban ilustraciones del renombrado artista de comic Bernie Wrightson. Cada capítulo es una pequeña historia en sí mismo. 
El libro surgió cuando a King se le preguntó si podía escribir 12 "capítulos" para una historia corta que acompañaría a un calendario sobre el tema del hombre lobo. King siendo King, como siempre, alargó la historia mucho más de lo que permitía el formato calendario. El proyecto fue eventualmente abandonado y la historia terminó siendo publicada como novela.
La película basada en el libro se estrenó el año 1985, con el nombre de Silver Bullet (Miedo azul en España, La bala de plata en Latinoamérica). Fue protagonizada por Corey Haim y Gary Busey, y fue dirigida por Dan Attias sobre un guion hecho por King.

## Argumento
En Tarker's Mills, un pequeño y tranquilo pueblo de Maine, Estados Unidos, el inicio de una ola de crímenes parece indicar la llegada de un hombre lobo, que comenzará a asesinar a los habitantes del pueblo durante los meses del año cada vez que la luna llena brille en lo alto. La incógnita sobre quién es la bestia se siembra en el pueblo hasta que Marty Coslaw, un chico en silla de ruedas, le lanza al hombre lobo un paquete de petardos la noche del 4 de julio, dejando a la bestia sin un ojo. De esta forma, Marty podrá distinguir quién es la bestia que, al enterarse de que alguien del pueblo conoce su identidad, intentara silenciarlo para siempre, pero Marty, en compañía de su tío Al, también se preparan para enfrentarse con la bestia.

## Errores
- En la novela, cuando el alguacil Neary fue asesinado en su camión, King dice que él estaba sentado en su camioneta Dodge, pero unos párrafos después dice que se veía sangre alrededor de todo su Ford.
- En los primeros capítulos, King dice que el hombre lobo tiene ojos amarillos y luego dice que los tiene verdes. El reverendo Lowe tiene ojos color marrón que se vuelven verdes el día de la transformación. En todo caso, Bernie Wrightson dibuja al hombre lobo con ojos verdes.

- Datos: Q953044